# Lo strangolatore di Vienna
Lo strangolatore di Vienna è un film del 1971 diretto da Guido Zurli.

## Trama
Vienna 1930. Il macellaio Otto viene liberato dal manicomio dov'era stato rinchiuso per aver percosso una cliente. Non volendo tornare con la moglie, si installa in una camera sopra il proprio negozio. Qui, sorpreso dalla moglie a spiare una donna che si spoglia, strangola la consorte e si sbarazza del corpo facendone salsicce.
Notato che le proprie salsicce ottengono il favore dei clienti, Otto ucciderà altre donne per trasformarle anch'esse in prodotti alimentari, ma, fatta prigioniera la giovane Berta con il progetto di farne altre leccornie da vendere al bancone, questa trova il modo, inserendo i suoi gioielli in una partita di carne destinata alla Gendarmeria viennese, così da far scoprire il macellaio.

## Distribuzione
Il film è stato distribuito:
- 22 gennaio 1971 in Italia (Lo strangolatore di Vienna)
- Gennaio 1972 in Austria
- 25 febbraio 1972 in Germania Ovest (Der Würger kommt auf leisen Socken)
- Maggio 1974 negli Stati Uniti (The Mad Butcher)
- 22 maggio 1974 in Francia (L'étrangleur de Vienne)